# Ruta del cap

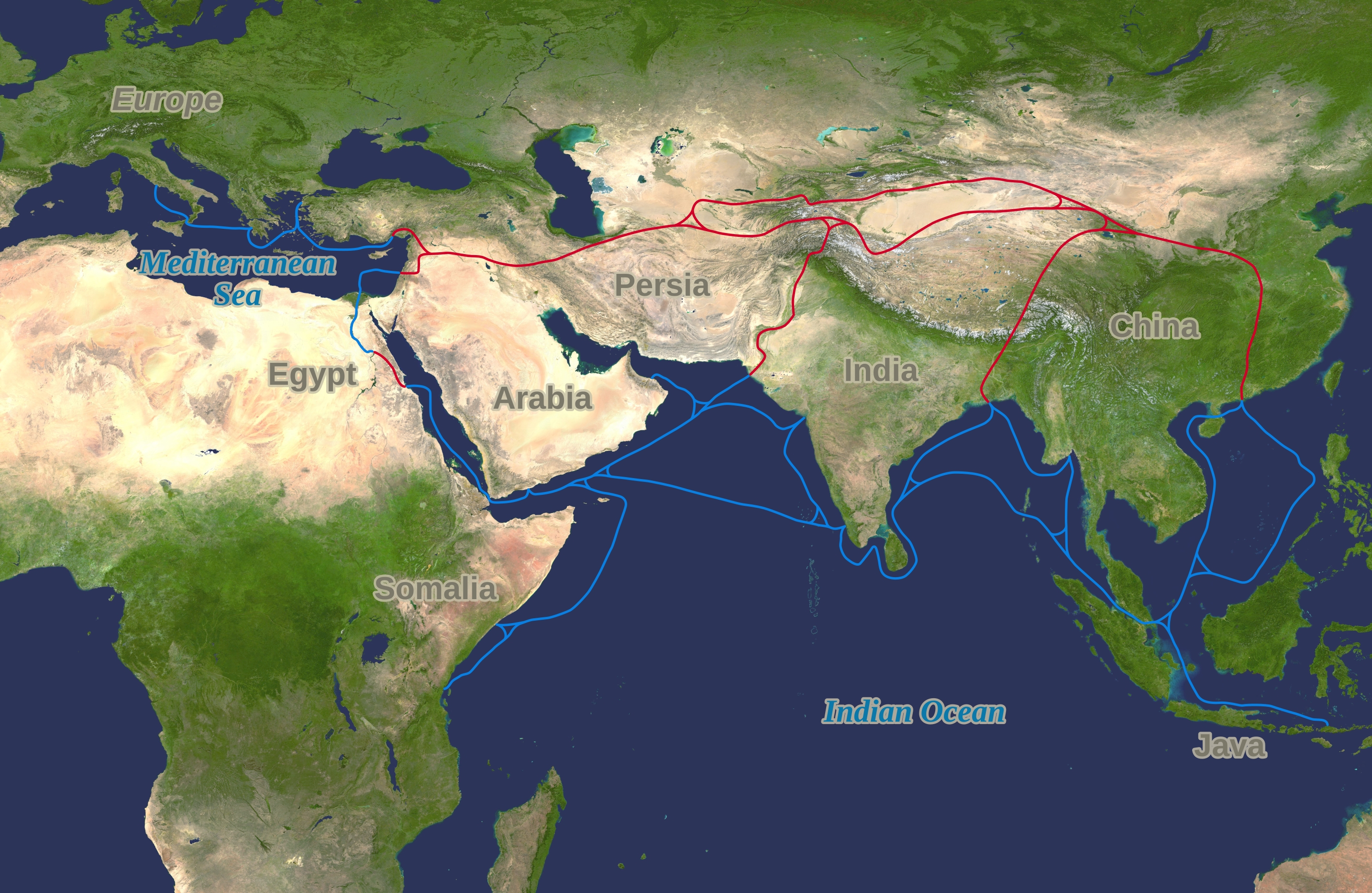
Les importants rutes comercials de la seda i de les espècies van ser bloquejades per l'Imperi Otomà en 1453 i això va motivar la recerca d'un camí alternatiu des Europa per al Orient.

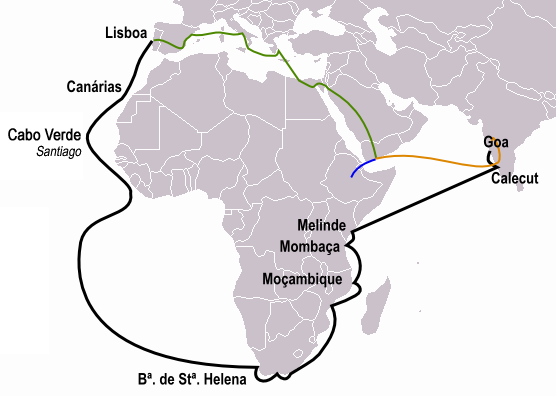
La ruta marítima a l'Índia, recorreguda per primera vegada per Basc da Gamma en 1498 (en negre).

La  ruta del Cap  (portuguès: trencada do Cap) és la via de navegació marítima entre Occident i el Orient que passa davant del cap de Bona Esperança, l'extrem meridional d'Àfrica. L'establiment de la ruta del Cap va ser resultat de l'experiència i la ciència nàutica dels portuguesos al oceà Atlàntic. Qui la va recórrer per primera vegada va ser Vasco da Gama, que va demostrar que era possible arribar a l'Índia per mar, aconseguint a Calicut en 1498. Va ser la realització d'un antic somni de la Corona portuguesa: el contacte entre Orient i Occident ja no depenia de la ruta de la Seda i prometia una renda enorme.

## Història
Des del seu descobriment, la ruta del Cap va ser dominada pels portuguesos, havent-se dut a terme, des de 1498 a 1635, 917 partides de flotes des del riu Tajo. Durant més de vuitanta anys, les anomenades  armades de l'Índia  i les naus especieras van poder circular a través de la ruta del Cap, fent l'anomenada carrera de l'Índia, sense sentir cap amenaça ; només a la tornada, entrant ja en aigües de les illes Açores, l'etapa final de la ruta, podien ser atacats per pirates o corsari s francesos i anglesos.
La importància comercial i política de la ruta del Cap va ser enorme, enllaçant directament les regions productores del oceà Índic amb els seus mercats a Europa, sent el comerç d'espècies un motor important de l'economia mundial des de finals de l'edat mitjana fins als temps moderns. Les temptatives franceses, com la de Jean Parmentier, que va viatjar fins a Sumatra en 1529, no van amenaçar de cap manera el monopoli portuguès, que només va començar a perillar al segle xvii, quan els neerlandesos i britànics van passar de fet a inspirar recels.
En 1605, els comerciants de la Companyia Neerlandesa de les Índies Orientals ( Vereenigde Oostindische Compagnie , VOC) van capturar un fort portuguès en les illes Moluques. Els neerlandesos van passar més tard a dominar, fent la navegació directa des del cap de Bona Esperança fins al estret de la Sonda (avui Indonèsia) i conquerint territori als portuguesos. El 6 d'abril de 1652 el comerciant de la VOC Jan van Riebeeck va establir un lloc de reabastecimiento prop del Cap de Bona Esperança, que va evolucionar fins a convertir-se en la Ciutat del Cap, permetent als neerlandesos dominar la ruta del Cap.
Fins a l'obertura del canal de Suez en 1869, que va unir l'egípcia Port Saïd, al mar Mediterrani, amb Suez, al mar Roig -permetent que els vaixells naveguessin d'Europa a Àsia sense haver de contornejar Àfrica al voltant del cap de Bona Esperanza- la ruta del cap va mantenir un lloc de primera importància en l'economia mundial. Més recentment, va tornar a ser centre d'atenció com a ruta vital per al subministrament de petroli a Occident, sacsejat pel tancament d'aquest canal de navegació entre els anys 1967 i 1975.